# Joseph Gasquet
Pour les personnes ayant le même patronyme, voir Gasquet.
Joseph Casimir Gasquet est un homme politique français né le 23 avril 1844 à Saint-Laurent-du-Cros (Hautes-Alpes) et mort le 8 juillet 1920 à Toulon (Var). 

## Biographie
Ancien directeur de l'école Rouvière, il se présente en 1909 aux municipales. Soutenu par les journaux la République du Var, la Croix et le Petit marseillais, il est élu maire de Toulon pour un mandat durant qui dure du 23 décembre 1909 au 8 juillet 1920. Il lance notamment la construction du barrage de Dardennes.
Une avenue de la ville de Toulon porte aujourd'hui son nom.